# La Cadière-d’Azur
La Cadière-d’Azur (provenzalisch La Cadiera oder La Cadiero) ist eine französische Gemeinde mit 5.657 Einwohnern (Stand 1. Januar 2022) im Département Var in der Region Provence-Alpes-Côte d’Azur.

## Geographie
La Cadière-d’Azur ist ein befestigtes Dorf auf einem mit Weinbergen bestellten Hügel gegenüber von Le Castellet. Teile des Gemeindegebietes gehören zum Regionalen Naturpark Sainte-Baume.

## Geschichte
Karl IX. kam mit seiner Mutter Katharina von Medici auf seiner Südfrankreichreise (1564–1566) nach La Cadière. Die Reise hatte das Ziel, Frankreich hinter dem damals noch minderjährigen König zu einen. Karl befand sich in Begleitung wichtiger Repräsentanten des Königreichs: Zur Reisegesellschaft zählten sein jüngerer Bruder, der spätere König Heinrich III., sein Cousin, der spätere Heinrich IV., sowie die Kardinäle Charles I. de Bourbon und Charles de Lorraine-Guise.

## Wirtschaft
La Cadière-d’Azur ist landwirtschaftlich geprägt. Es werden Wein, Oliven, Obst und Gemüse angebaut. In den Weingütern und Winzergenossenschaften der Gemeinde werden Weine der AOCs Côtes de Provence und Bandol hergestellt.
Der Tourismus hat große Bedeutung.

## Persönlichkeiten

### In La Cadière-d’Azur geboren
- Auguste Charlois (1864–1910), Astronom und Entdecker von 99 Asteroiden